# Noël copte
La communauté copte d'Égypte fête Noël (la naissance du Christ) le 29e jour du mois copte de khiahk, ce qui correspond au 7 janvier du calendrier grégorien.
Ce jour-là, les gens font et offrent des plats traditionnels, le zalabya (un beignet) et le bouri (une sorte de poisson).
Ils fêtent la Nativité lors d'une messe de minuit célébrée par un prêtre copte. Après la cérémonie, ils font un grand banquet au cours duquel ils mangent des biscuits sucrés marqués avec la croix chrétienne, le kahk. Ce banquet marque la fin d'un jeûne qui dura 40 jours, le carême.